# Seripha plumbiola
Seripha plumbiola är en fjärilsart som beskrevs av George Francis Hampson 1909. Seripha plumbiola ingår i släktet Seripha och familjen björnspinnare. Inga underarter finns listade i Catalogue of Life.